# Werner de Minden
Werner (mort en 1170) est évêque de Minden de 1153 à sa mort.

## Biographie
Werner appartient peut-être à la maison de Veltheim (de) ou de Bückeburg.
Il est d'abord prévôt de Minden. Il bénéficie sans doute pour son élection comme évêque de l'appui du duc Henri XII de Bavière, qui dispose de propriétés des Welf et de titres de propriété dans l'évêché de Minden, par exemple Vehlen et la forêt de Bückeburg. L'année de son élection, Werner consacre l'abbaye de Schinna. En 1160, il assiste au concile de Pavie. Il reste proche de l'empereur Frédéric Barberousse et participe au concile de Lodi en 1161. Même après son retour, il reste fidèle à la politique de Barberousse et de Rainald von Dassel. Il assiste à l'enchâssement des restes de Charlemagne à Aix-la-Chapelle. Il place en 1163 l'abbaye de Loccum (de) sous la juridiction de l'évêché de Minden. Il participe à la campagne de l'archevêque Rainald de Dassel et d'autres évêques contre le comte Henri Ier d'Arnsberg (de) en 1194. Puis il va à un synode provincial à Cologne. En 1167, il fonde le couvent d'Obernkirchen (de). L'année suivante, il célèbre en la cathédrale de Minden le mariage de Henri XII de Bavière avec Mathilde Plantagenêt. Il cherche un accord avec Henri le Lion et Frédéric Barberousse sans appuyer le différend entre eux. Il met un terme à la vie commune des chanoines, réforme l'attribution des prébendes et nomme quatre vicaires.